# Rothmannia keithii
Rothmannia keithii är en måreväxtart som först beskrevs av Cecil Ernest Claude Fischer, och fick sitt nu gällande namn av Cornelis Eliza Bertus Bremekamp. Rothmannia keithii ingår i släktet Rothmannia och familjen måreväxter. Inga underarter finns listade i Catalogue of Life.